# Biserica franciscană din Sebeș
Biserica franciscană din Sebeș, cu hramul „Sfântul Bartolomeu”, este un monument istoric și de arhitectură din municipiul Sebeș. Inițial a fost biserică a ordinului dominican. 

## Istoric
Întemeierea unei mănăstiri dominicane la Sebeș a fost decisă la capitlul general al ordinului, ținut în anul 1322 la Viena.
Călugărul dominican Georgius de Septemcastris de la această mănăstire a fost deportat la începutul secolului al XV-lea în Turcia. După eliberarea din prizonierat s-a stabilit la Roma, unde și-a scris memoriile. 
În contextul reformei protestante dominicanii au fost alungați din oraș. După instalarea administrației imperiale habsburgice în Transilvania franciscanii au primit autorizația de a se așeza la Sebeș, în biserica dominicanilor, pe care au renovat-o.
În prezent se află aici casa de formare a studenților care doresc sa devină călugări franciscani.

## Imagini

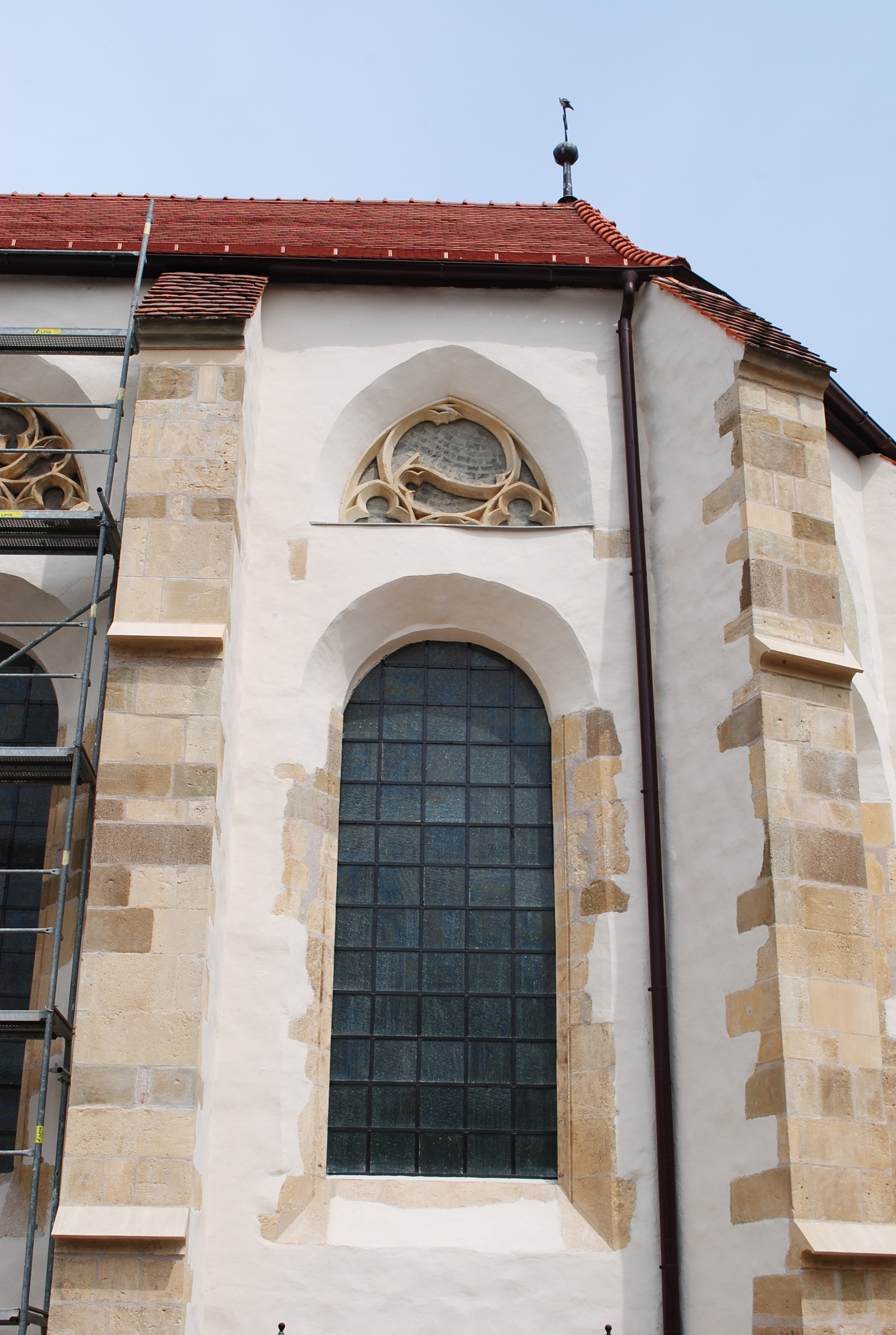
Ancadramente gotice